# Steinernema kraussei
Steinernema kraussei is een endoparasitaire entomopathogene rondworm ook wel aaltje genoemd, die tot het geslacht Steinernema behoort. Het geslacht draagt de naam van de nematoloog Gotthold Steiner. Steinernema-rondwormen zijn uitsluitend bodemorganismen. Er zijn zowel vrouwtjes als mannetjes. De rondwormen hebben geen phasmiden (eencellige bewegingscensoren).
De vrouwtjes zijn gemiddeld 4,2 mm, de mannetjes 1,4 mm en de infectieuze rondwormen 0,95 mm lang. Op de gefuseerde lippen zitten twee cirkels papillen, op de binnenste cirkel zitten zes en op de buitenste kopcirkel vier  papillen. Een porie-achtige amfide-opening zit lateraal in de buitenste cirkel. Het spiculum van het mannetjes is 49 um lang.
Steinernema kraussei infecteert onder andere de larven van de gegroefde lapsnuitkever via hun lichaamsopeningen. De infectieuze rondwormlarven spugen vervolgens de mutualistisch symbionte bacteriën uit hun spijsverteringskanaal in het lichaam van de keverlarve, die zich snel in de hemolymfe gaan vermenigvuldigen en de keverlarven binnen 2-3 dagen doden. De rondwormen vermenigvuldigen zich vervolgens in de dode keverlarven. De nieuwe infectieuze rondwormen verlaten het kadaver en gaan op zoek naar nieuwe keverlarven.